# Anders Jivarp
Anders Jivarp, född 18 juli 1973, är en svensk trumslagare som spelade i Göteborgsbaserade melodisk death metal-bandet Dark Tranquillity. Tillsammans med Mikael Stanne, Martin Henriksson och Niklas Sundin bildade han bandet 1989. Jivarp spelade även trummor med In Flames på albumet Subterranean 1994.

## Diskografi

### Med Dark Tranquillity

#### Singlar och EP
- 1989 – Enfeebled Earth (Demo, utgiven under namnet Septic Broiler)
- 1991 – Trail of Life Decayed (Demo)
- 1992 – A Moonclad Reflection (EP)
- 1993 – Tranquillity (innehåller Trail of Life Decayed och A Moonclad Reflection)
- 1994 – Of Chaos and Eternal Night (MCD)
- 1996 – Enter Suicidal Angels (MCD)
- 2004 – Lost to Apathy (EP)

#### Studioalbum
- 1993 – Skydancer
- 1995 – The Gallery
- 1997 – The Mind's I
- 1999 – Projector
- 2000 – Skydancer/Of Chaos and Eternal Night (återutgivning)
- 2000 – Haven
- 2002 – Damage Done
- 2005 – Character
- 2007 – Fiction
- 2010 – We Are the Void
- 2013 – Construct
- 2016 – Atoma

#### Livealbum
- 2004 – Exposures: In Retrospect And Denial
- 2009 – Where Death Is Most Alive (Live)

#### VHS/DVD
- 1998 – The World Domination (VHS)
- 2003 – Live Damage (DVD)
- 2009 – Where Death is Most Alive

## Med In Flames
- 1994 – Subterranean